# Japanische Invasion Südostasiens
1941

Thailand – Malaiische Halbinsel – Pearl Harbor – Hongkong – Philippinen – Guam – Wake – Force Z – Borneo
1942

Burma – Rabaul – Singapur – Sumatra – Timor – Australien – Java – Salamaua–Lae – Bougainville/Buka – Shortland-Inseln – Indischer Ozean – Port Moresby – Tulagi – Korallenmeer – Midway – Nordamerika – Buna-Gona – Kokoda-Track – Nauru/Ocean Island
1. Borneo – Tarakan – Celebes – Balikpapan (See) – Balikpapan (Land) – West-Borneo – Samarinda (Ost-Borneo) – Banjarmasin (Süd-Borneo) – Ambon – Straße von Makassar – Sumatra – Palembang – Badung – Timor – Bali – Riau-Inseln – 1. Javasee – Sundastraße – Java – 2. Javasee – Niederländisch-Neuguinea – Kleine Sundainseln – Molukken – 2. Borneo

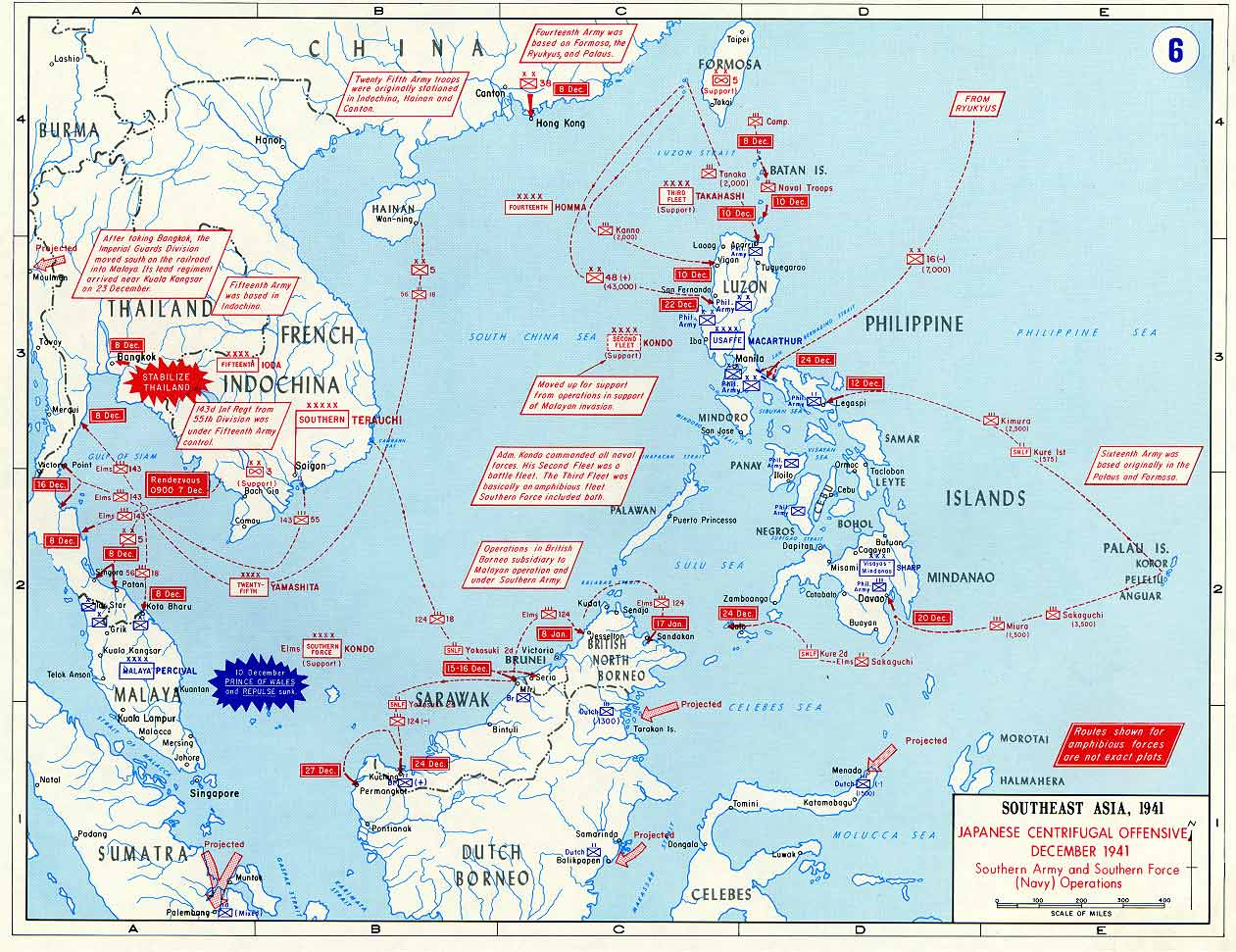
Die japanischen Eroberungen in Südostasien 1941

Die Japanische Invasion Südostasiens fand vom 7. Dezember 1941 bis Mitte des Jahres 1942 statt. Die Japaner besetzten in diesem Zeitraum im Rahmen des Zweiten Weltkriegs die Philippinen, die malaiische Halbinsel inklusive Singapur, Niederländisch-Ostindien, Teile Neubritanniens und Neuirlands. Die dort stationierten Truppen der USA, Großbritanniens, Australiens und der Niederlande konnten den vorrückenden japanischen Landungseinheiten kaum Widerstand entgegensetzen, so dass Südostasien bis 1945 fest in japanischer Hand war. Erst nachdem im Verlauf des Pazifikkriegs die USA die japanische Flotte immer weiter dezimiert hatte und die Alliierten mit Vorstößen die Besatzer zurückdrängen konnten, gelang es, Südostasien schrittweise zurückzuerobern.
Von US-Militärhistorikern in West Point wird diese Phase der japanischen Eroberungen inoffiziell als Operation Centrifugal Offensive (dt.: Operation Zentrifugaloffensive) bezeichnet. Die oft gebrauchte und beschreibende Bezeichnung der ersten japanischen Offensive des Pazifikkriegs umfasst den Zeitraum vom September 1941, dem Beschluss der Kaiserlichen Konferenz den Krieg gegen die USA und Großbritannien zu führen, bis in den April 1942. Das japanische Synonym für diese Offensive war Schlag nach Süden.

## Vorgeschichte
Anfang des 20. Jahrhunderts war der Großteil Ostasiens und des Südpazifiks unter der Herrschaft europäischer und amerikanischer Kolonialmächte. Indochina gehörte zu Frankreich, die Philippinen zu den USA, Niederländisch-Ostindien den Niederlanden sowie das heutige Malaysia zu Großbritannien. Korea und Taiwan waren japanische Kolonien.

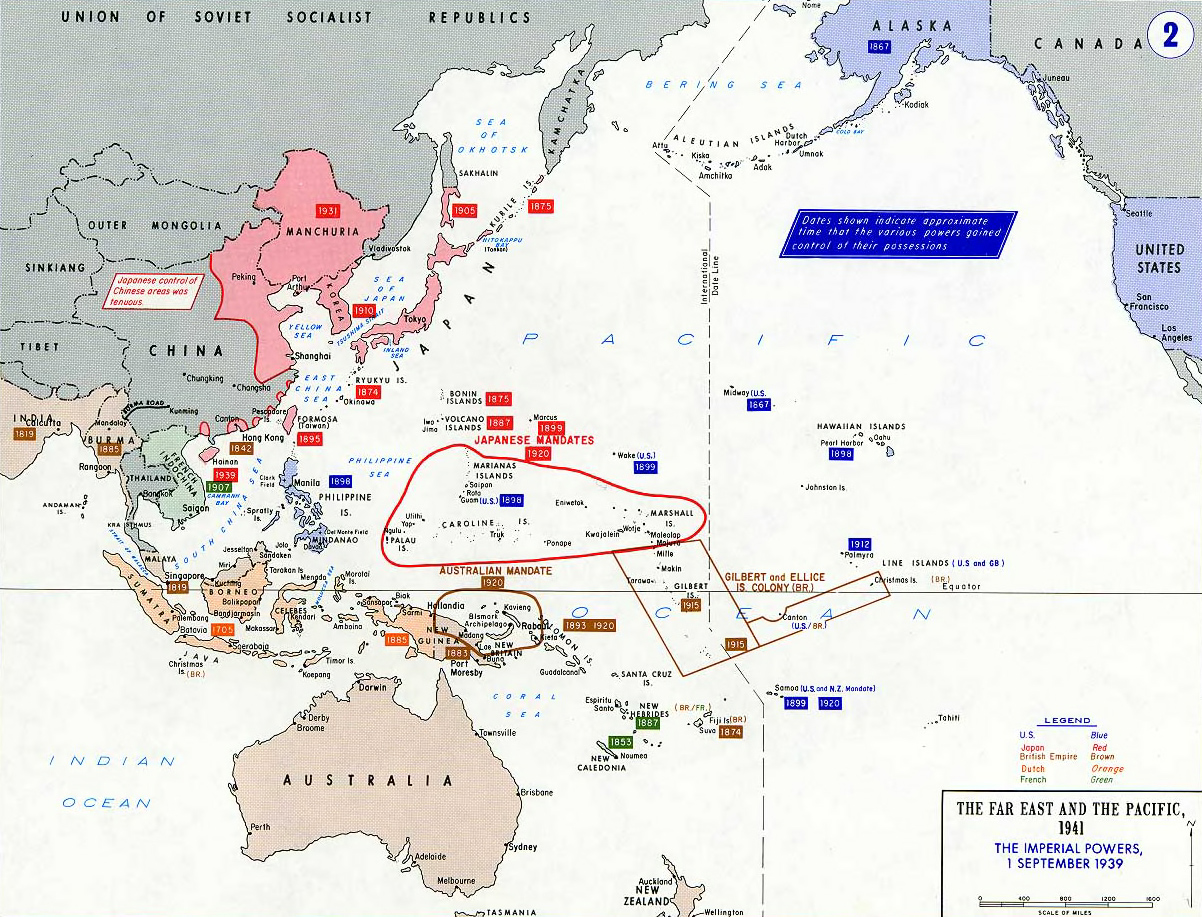
Die Machtverteilung im September 1939

Von 1912 bis 1926 regierte mit dem Taishō-Tennō Yoshihito ein psychisch kranker Mann, wodurch sich die Macht vom Tennō und seinen Vertrauten, den Genrō, auf das Parlament und die neu gegründeten Parteien verschob. 1926 begann mit Hirohitos Inthronisierung die Shōwa-Zeit. Er regierte ein Land, in dem seit dem Ende des Ersten Weltkrieges nationalistische Kräfte zunehmend an Einfluss gewannen.
Nachdem es nicht gelungen war, die Wirtschaftskrise ab 1929 im Rahmen der weltwirtschaftlichen Lage einzudämmen, wurden in Japan verstärkt Stimmen laut, die eine territoriale Expansion als Lösung der Probleme sahen. Durch die erfolgte Umstrukturierung der Wirtschaft mit einer erstarkten Schwerindustrie traten auch einflussreiche Finanzgruppen (Zaibatsu) mit demselben Ziel hervor.
Mehrere Putschversuche und eine massive Sozialistenverfolgung führten ab den 1930er-Jahren zum Aufstieg einer ultranationalen Gruppierung aus Militärs, die verstärkt Kontrolle über die Regierung, einschließlich des Amts des Premierminister Japans, erlangten.
Der aggressive Einsatz für eine Neuordnung der Pazifikregion hatte vorgeblich zum Ziel, die Hegemonie der asiatischen Länder und Kolonien durch westliche, europäische Staaten zu beenden und sie durch eine japanische zu ersetzen (siehe auch Panasiatismus). Das Hauptinteresse der japanischen Expansion galt dem Gebiet der damaligen Republik China. Nach dem Mukden-Zwischenfall am 18. September 1931, der vermutlich von den Japanern selbst erzeugt wurde, kam es zur Mandschurei-Krise und die Kwantung-Armee besetzte die Mandschurei. Am 1. März 1932 wurde dort der Marionettenstaat Mandschuko ausgerufen. Mitte 1937 brach der Zweite Japanisch-Chinesische Krieg aus und Japans Vormarsch durch China nach Süden begann.
Im Jahr 1940 war der japanische Mehrparteienstaat tot, eine Zentralorganisation namens Taisei Yokusankai übernahm alle Funktionen. In einem Presseinterview am 1. August 1940 verkündete der japanische Außenminister Matsuoka Yōsuke den Aufbau der Großostasiatischen Wohlstandssphäre. Diese Wirtschafts- und Verteidigungsgemeinschaft asiatischer Länder unter japanischer Vorherrschaft sollte frei von westlichem Einfluss sein.
Am 22. September desselben Jahres pressten die Japaner den Franzosen nach einem vorausgegangenen Ultimatum ein militärisches Übereinkommen ab. Dies beinhaltete die Nutzung dreier Flughäfen und den Transit eigener Truppen durch Indochina nach China. In einer Note an die Japaner missbilligten die USA dieses Vorgehen und lehnten es ab.

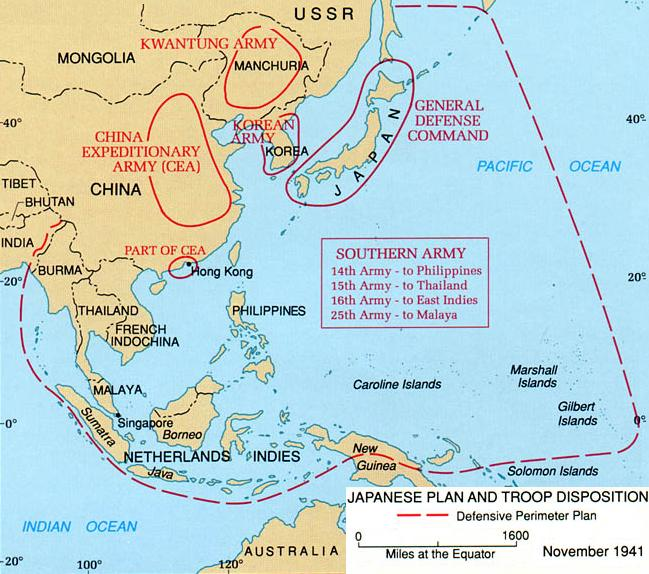
Der geplante japanische Verteidigungsbereich im Pazifik (Ende 1941)

Am 27. September 1940 unterzeichnete Japan den Dreimächtepakt mit Deutschland und Italien, der den bestehenden Antikominternpakt um gegenseitige militärische Unterstützung erweiterte. Damit verwarf der japanische Kaiser seine noch am 5. September 1939 verkündete Neutralität und unterstrich seine aggressive Außenpolitik vor allem gegenüber China.
Die USA, die ein politisches Engagement mit dem Führer der chinesischen Nationalpartei Kuomintang Chiang Kai-shek eingegangen waren, versuchten immer wieder zu intervenieren, doch mehrere diplomatische Verhandlungen im Jahr 1941 führten zu keinerlei verwertbaren Ergebnissen. So sprachen die Japaner auch von einer friedlichen territorialen Ausbreitung in den Südwestpazifik und forderten die Amerikaner auf, sie bei der Förderung und Produktion von Rohstoffen wie Erdöl, Gummi, Zinn und Nickel zu unterstützen. Wörtlich hieß es dort:

“Japanese expansion in the direction of the southwestern Pacific area is declared to be of peaceful nature, American cooperation shall be given in the production and procurement of natural resources (such as oil, rubber, tin, nickel) which Japan needs.”

„Die japanische Expansion in Richtung des südwestlichen Pazifik wird als von friedlicher Natur erklärt. Eine amerikanische Kooperation soll durch die Produktion und Beschaffung von Rohstoffen (wie Öl, Kautschuk, Zinn und Nickel) erfolgen, die Japan benötigt.“

Am 2. Juli fiel in Japan die Entscheidung, den territorialen Anspruch auf Südostasien auszuweiten. US-amerikanischen Entschlüsselungsspezialisten gelang die Entzifferung eines entsprechenden Funkspruchs, so dass Washington, London und Melbourne schnell über die geplante Vorgehensweise der Japaner unterrichtet waren. Umgehend zogen die Japaner mehr als eine Million Männer zum Wehrdienst ein und erhielten vom Vichy-Regime die Zustimmung zur Besetzung Indochinas, dem heutigen Vietnam, die am 29. Juli ausgeführt wurde. Zwei Tage später verhängten die USA und Großbritannien ein Export-Embargo über Japan und froren dessen finanziellen Mittel ein.

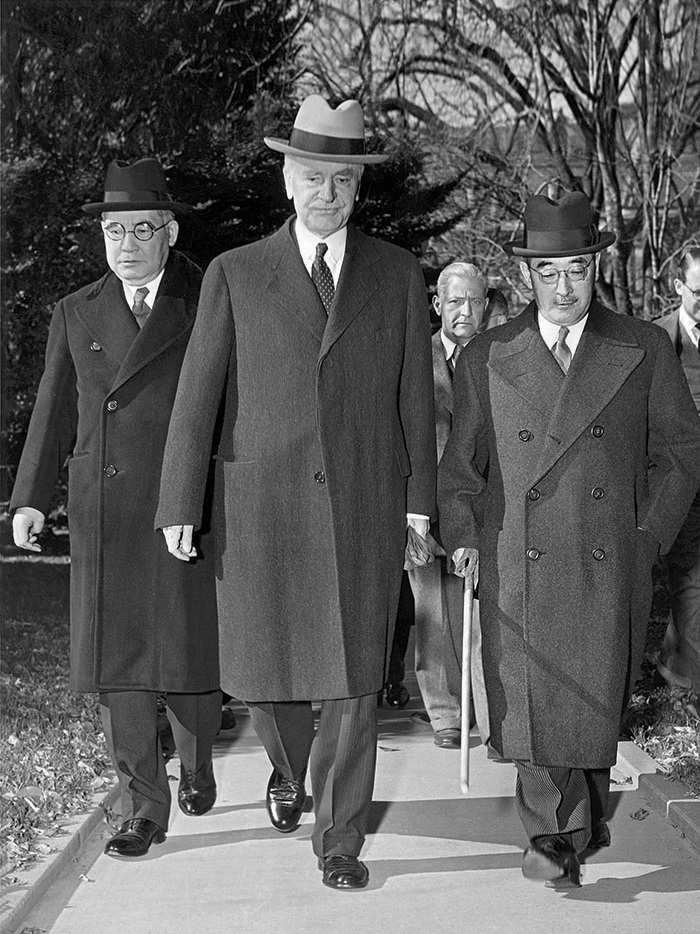
Botschafter Admiral Kichisaburō Nomura (links), Außenminister Cordell Hull (Mitte) und Sonderbotschafter Saburō Kurusu (ganz rechts) am 20. November 1941

Wegen des Embargos Großbritanniens und der USA und weil Japan von den Rohstofflieferungen der europäischen Verbündeten abgeschnitten war, erschien ein Krieg mit den USA und Großbritannien die einzige Alternative zum Verlust des Reiches in der bisherigen Form. Im Besonderen waren die ergiebigen Bodenschätze der niederländischen und britischen Kolonien ein lohnendes Ziel für die Japaner.
Am 1. Dezember beschloss die Kaiserliche Konferenz unter Tōjō Hideki die gewaltsame Ausweitung der japanischen Einflusssphäre nach Süden und den Angriffskrieg gegen die USA. Währenddessen führte der japanische Botschafter Admiral Nomura Kichisaburō in Washington, D.C. Friedensgespräche mit dem amerikanischen Außenminister Cordell Hull.
In Anbetracht der sich zuspitzenden Situation versetzten die Briten am selben Tag ihre Truppen auf der malaiischen Halbinsel in höchste Alarmbereitschaft. Die Flotte unter Admiral Tom Spencer Vaughan Phillips wurde angewiesen, die Gewässer östlich von Singapur nach feindlichen Schiffen abzusuchen.
Zeitgleich gab Admiral Yamamoto Isoroku folgenden Befehl an die Kaiserliche Flotte durch:

“Japan, under the necessity of her self-preservation and self-defense, has reached a position to declare war on the United States of America, United Kingdom and the Netherlands. The Supreme Commander of the Combined Fleet will start the war with an attack on the enemy fleet in the Hawaii Islands area and destroy it with the 1st Air Fleet.”

„Aus Selbsterhaltungs- und Selbstverteidigungsgründen hat Japan eine Position erreicht, die es erachtet den Vereinigten Staaten von Amerika, Großbritannien und den Niederlanden den Krieg zu erklären. Der Oberbefehlshaber der Vereinten Flotte wird den Krieg durch einen Angriff auf die feindliche Flotte im Raum Hawaii beginnen und diese mit der 1. Luftflotte vernichten.“

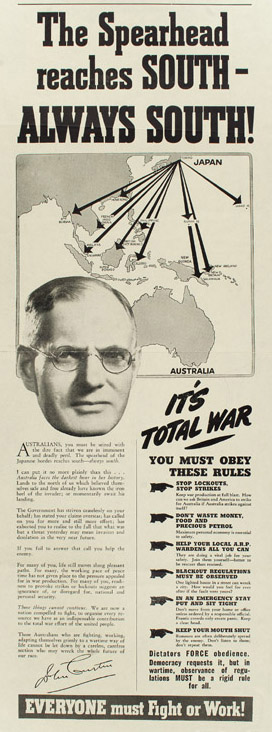
Australisches Plakat, das vor dem Vorrücken der Japaner nach Süden warnt und Verhaltensregeln im Kriegsfall aufstellt

Amerikanische Flugzeuge sichteten am 2. Dezember zwölf japanische U-Boote vor der Küste Indochinas, die einen Kurs in Richtung Süden, möglicherweise nach Singapur, liefen. Am selben Tag gab Yamamoto das Signal zum Start aller Operationen mit den Worten „Ersteigt den Berg Niitaka“ und der Durchgabe des Angriffstags.
Admiral Phillips flog am 4. Dezember nach Manila und traf sich dort mit Admiral Thomas C. Hart und General Douglas MacArthur, um eine Übereinkunft für ein Kooperationsabkommen im Fernen Osten zu schließen. Im Südchinesischen Meer befanden sich zu der Zeit drei japanische Divisionen auf dem Weg zur Invasion von Thailand und Malaysia.
Alle japanischen Konsulate in den USA wurden angewiesen, ihre kompletten Kodierungsunterlagen und Geheimdokumente zu vernichten. Dies geschah über Radio Tokyo, das in einer Wettervorhersage die Worte „Higashi no kaze ame“ (deutsch: „Ostwind, Regen“) brachte – einer der möglichen Sätze, die den Krieg mit den USA verkünden sollten. Auch in den niederländischen Kolonien wurde diese Durchsage von der Abhörstation Kamer 14 (Raum 14) im technischen College in Bandung auf Java empfangen und dekodiert, deren Bedeutung der Führungsspitze bekannt war. Daher gaben sie die Meldung unverzüglich an ihre Botschaft in Washington durch, um eine Benachrichtigung der amerikanischen Regierung zu veranlassen.
Am 6. Dezember sichteten australische Aufklärungsflugzeuge den japanischen Konvoi, der von Indochina in Richtung Süden lief. Admiral Phillips verließ daraufhin die Gesprächsrunde in Manila. Britische und amerikanische Schiffe bekamen Auslauforder zum Schutz der ostasiatischen Inseln und britische Aufklärungsflugzeuge hoben von ihren Basen ab, um stetig Patrouillenflüge zu unternehmen.
Mit dem Legen von Minen vor der Küste der Malaiischen Halbinsel durch japanische U-Boote und dem groß angelegten Angriff auf Pearl Harbor begann am 7. Dezember der eigentliche Pazifikkrieg. Am nächsten Tag erklärten die Vereinigten Staaten, Großbritannien, Australien, Neuseeland, Kanada und die Niederlande den Japanern den Krieg. Japan selbst wartete mit einer Kriegserklärung an die Niederlande bis zum 11. Januar 1942, da sie durch ihr schnelles und erfolgreiches Vorrücken nach Süden auf einen Abzug der niederländischen Truppen hofften, was aber nicht geschah.

## Der Feldzug nach Süden
Am 1. Dezember 1941 hatten die Japaner mehr als 250.000 ausgebildete und trainierte Soldaten in Indochina stationiert, um ihr Reich nach Süden auszuweiten und weitere Einheiten folgten in den nächsten Tagen. In den Häfen lagen die Truppentransporter und Geleitschiffe bereit, um die erwarteten Befehle auszuführen.

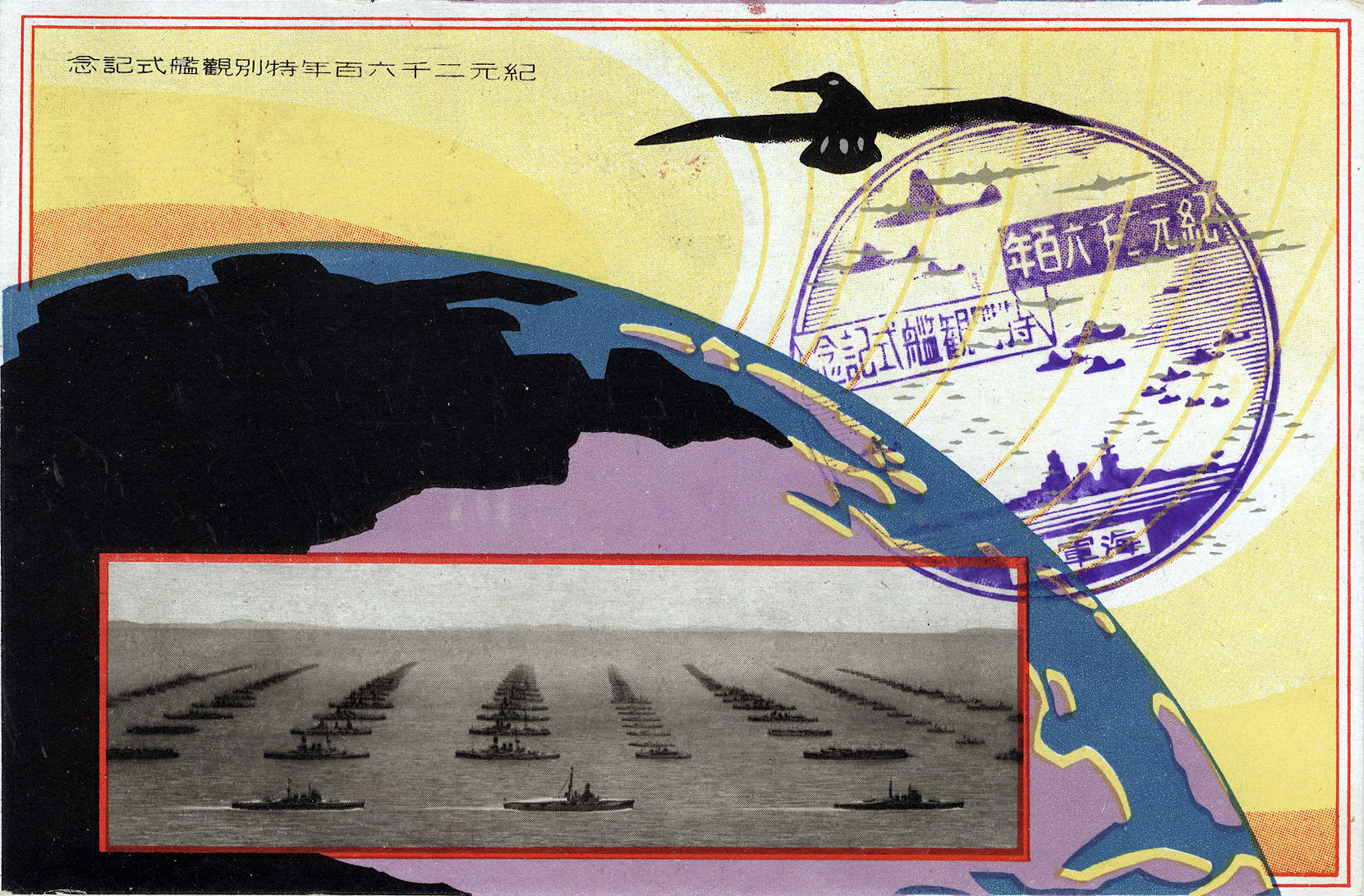
Japanische Flottenparade 1940

Der Plan sah im ersten Zug die Einnahme der Malaiischen Halbinsel sowie der Philippinen vor. Die Hauptstreitmacht auf den Philippinen sammelte sich anschließend in Davao und traf dort mit weiteren Einheiten aus Palau zusammen. Von dort aus nahmen sie Kurs auf Jolo, eine kleine Insel vor Borneo, die schon Ende Dezember 1941 von der 23. und 11. Luftflotte erreicht worden war. Die zur Deckung der Operationen in Malaya vorgesehene und bei Saigon stationierte 22. Luftflotte stand als Eingreifreserve mit mehr als 100 Kampfflugzeugen bereit. Im Nachzug nahm die 21. Luftflotte Anfang Januar 1942 Station auf Davao. Die 2. Flotte der Kaiserlich Japanischen Marine lag ab dem 25. Dezember mit ihrem Haupttross in Formosa.
Zur Eroberung der Ostindischen Inseln war eine Zangenbewegung mit zwei Stoßkeilen vorgesehen. Die östliche Flotte, die durch die Molukkensee fahren und dann Manado, Kendari und Makassar auf Celebes sowie Landungspunkte auf Ambon und Timor einnehmen sollte, sowie die westliche Flotte, die unterstützt durch die 23. Luftflotte, durch die Straße von Makassar kommend, Tarakan, Balikpapan und Banjarmasin an der Ostküste Borneos erobern sollte.
Unterdessen sollten die Luft- und Landstreitkräfte auf der Malaiischen Halbinsel bis nach Singapur vorrücken und eine weitere taktische Eingreiftruppe Rabaul auf Neubritannien einnehmen, um dort mittels Flugzeugträgern Kampfflugzeuge zu stationieren.

### Malaiische Halbinsel

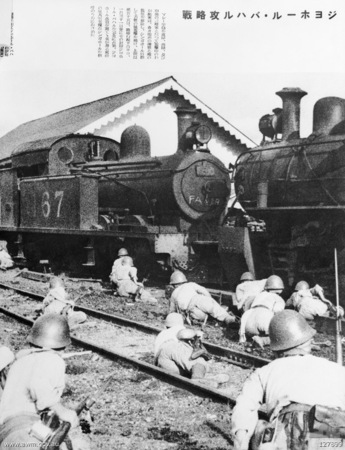
Japanische Einheiten in Johore

Die Invasion der Malaiischen Halbinsel durch die Japaner (Operation „E“) begann am 7. (8.) Dezember 1941 mit den Landungen bei Kota Bharu im Norden des heutigen Malaysias und weiteren Landungen in Thailand. Oberbefehlshaber der japanischen Streitkräfte war General Yamashita Tomoyuki, der nach diesem Feldzug von den Alliierten den Beinamen Tiger of Malaya erhielt. Sie endete mit dem Fall Singapurs am 15. Februar 1942.
Etwa 88.000 alliierte Verteidiger, bestehend aus indischen, britischen, australischen und malaiischen Einheiten, standen den rund 70.000 Japanern entgegen, die ausgerüstet mit Fahrrädern und Panzern von Norden her innerhalb von nur knapp zwei Monaten bis nach Singapur vorrückten. Dabei verloren die Alliierten ca. 5.000 Mann und rund 50.000 von ihnen gingen in japanische Gefangenschaft. Die Japaner verloren etwa 1.800 Soldaten.
Der britische Oberbefehlshaber in Singapur, General Arthur Percival, versuchte zwar noch, mit 85.000 Mann die Stadt zu verteidigen, doch den Japanern gelang am 15. Februar die Einnahme der Stadt.

### Philippinen

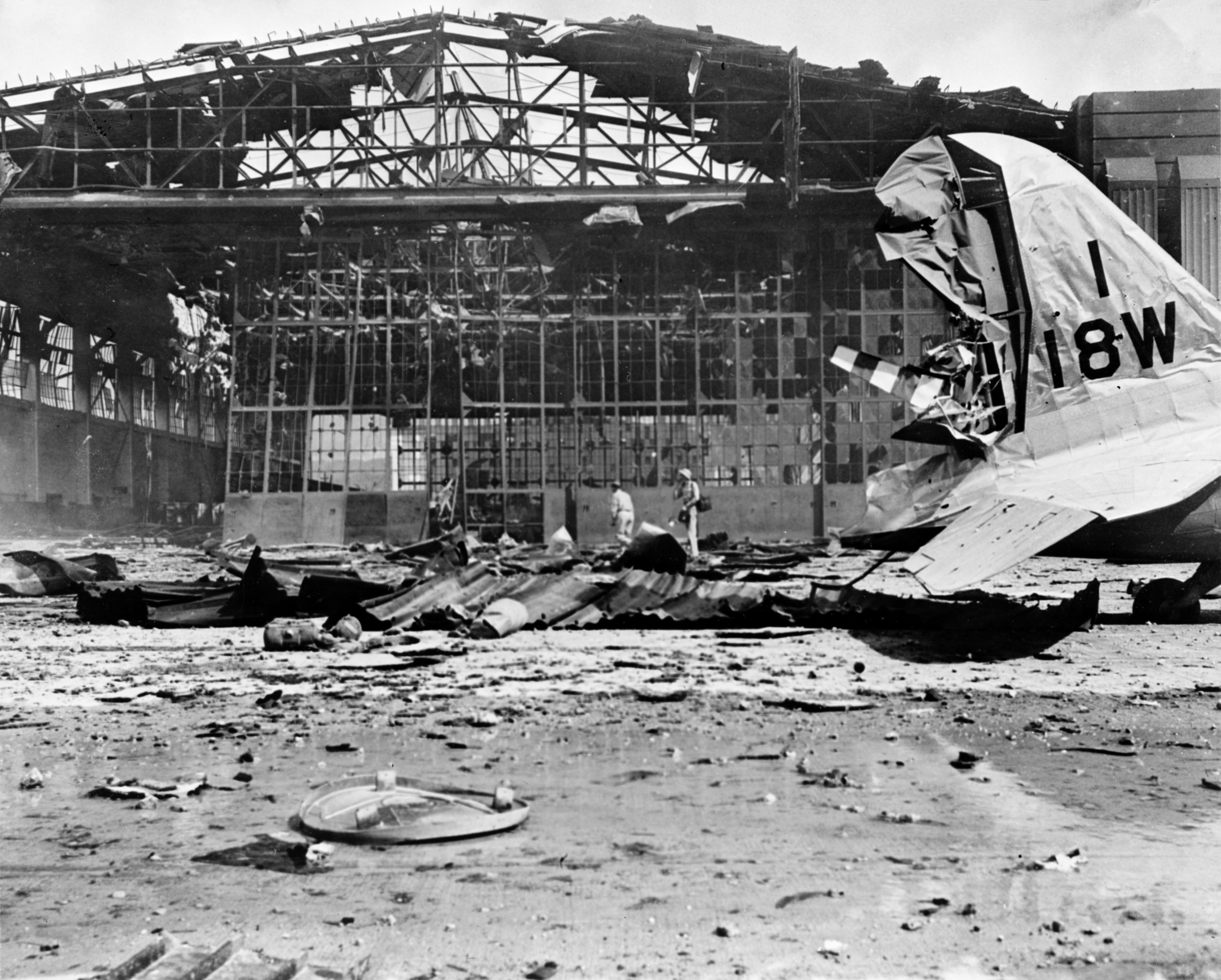
Zerstörungen auf dem Luftwaffenstützpunkt Hickam Field

Am 6. November 1941 wurde die japanische Südarmee aufgestellt, die aus drei Regionalarmeen und einigen Armeen mit entsprechender Luftunterstützung bestand. Das Kommando hatte General Terauchi Hisaichi. Zur Invasion der Philippinen wurde die 14. Armee unter Generalleutnant Homma Masaharu bestimmt, die aus der 16. und 48. Division und der 65. Brigade bestand.
Die ersten Luftschläge gegen die amerikanischen Stützpunkte auf Luzon begannen am Morgen des 8. Dezember mit Angriffen gegen amerikanische Einrichtungen bei Tuguegarao und Baguio. Am Mittag vernichteten die Japaner die US-Kampfflugzeuge auf den Stützpunkten Clark Field und Iba. Zur selben Zeit nahmen die Japaner die Batan-Inseln in der Straße von Luzon ein. Sie errichteten dort einen kleinen Luftwaffenstützpunkt, von dem aus schon am nächsten Tag die ersten Operationen gestartet werden konnten.
In den nächsten Tagen erlangten die Japaner die komplette Luft- und Seeherrschaft über das Gebiet der nördlichen Philippinen. Sie bombardierten den Marinehafen von Cavite bei Manila und unablässig die amerikanischen Luftstützpunkte. Die US-Asienflotte (Task Force 5) war bereits vorher abgezogen worden.
Die eigentlichen Landungen begannen am 10. Dezember in Nordluzon bei Aparri und Vigan und zwei Tage später bei Legazpi im Süden Luzons. Von den Landungsstränden rückten sie schnell ins Landesinnere vor.

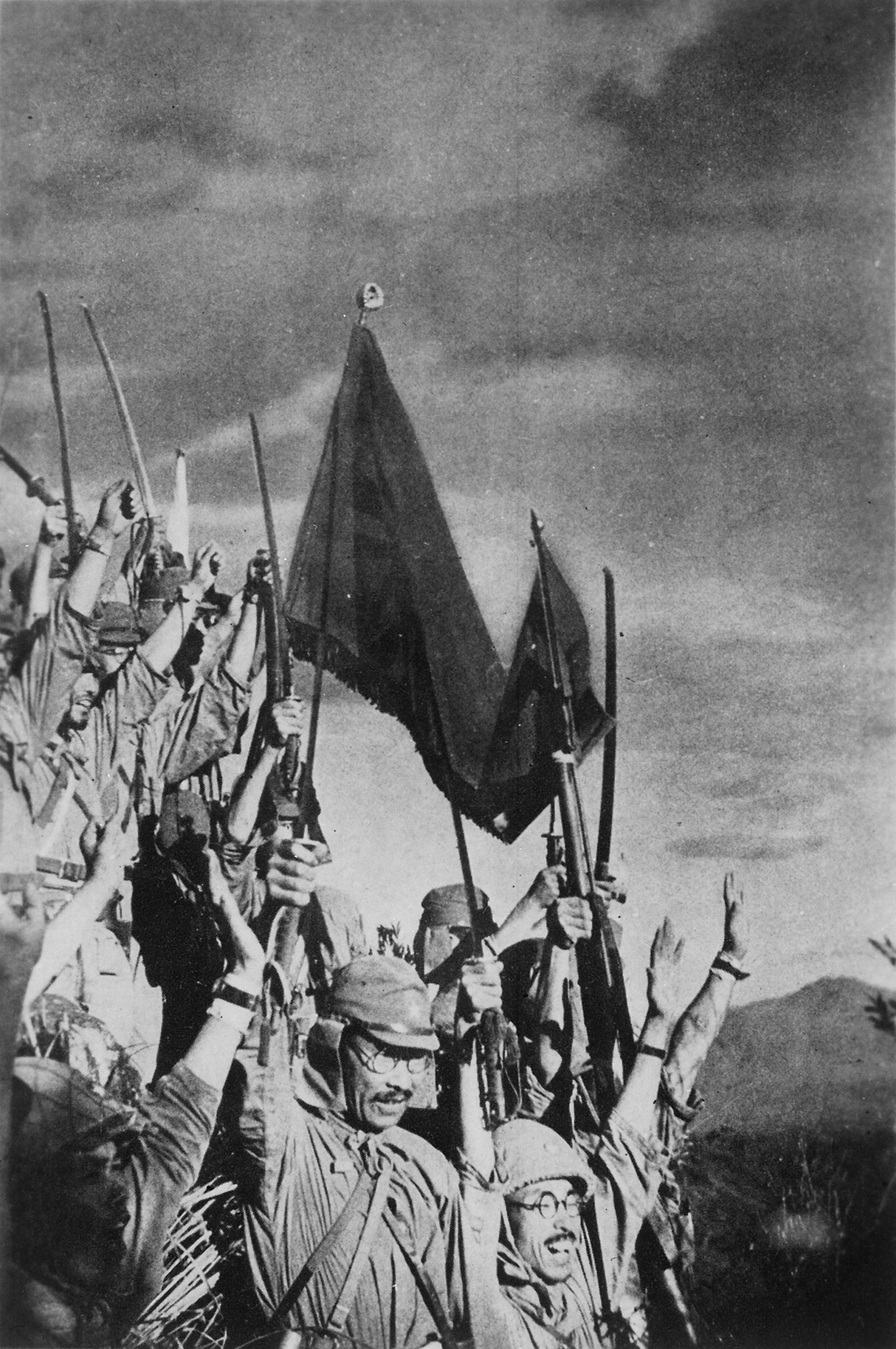
Die Japaner feiern ihren Sieg auf Bataan.

Um eine Basis zur Weiterführung der Eroberungen im südostasiatischen Raum zu bekommen, hatte General Homma die Einnahme von Davao auf Mindanao in den Südphilippinen geplant. Am 20. Dezember gingen dort 5000 Soldaten an Land und besetzten die Stadt. Von dort aus starteten zwei Bataillone nach Jolo im Sulu-Archipel, das am 25. Dezember fiel.
Die Hauptlandungen zur Einnahme von Luzon fanden schließlich am 21. Dezember im Golf von Lingayen und am 24. Dezember in der Bucht von Lamon statt. Den US-Amerikanern und Filipinos gelang es nicht, die Japaner aufzuhalten oder sogar zurückzuschlagen. Sie mussten sich schrittweise bis auf die Halbinsel Bataan zurückziehen. Manila fiel am 2. Januar 1942 in japanische Hände.
Die alliierten Truppen im Süden Bataans konnten sich bis zum 9. April halten, mussten sich dann aber mit etwa 70.000 Mann den Japanern ergeben und gerieten in Kriegsgefangenschaft. Während des dann folgenden Todesmarsches von Bataan, der sie in Gefangenenlager in Zentralluzon zurückführte, kamen rund 16.000 von ihnen ums Leben.
Als letzte Bastion der Alliierten in den Philippinen musste die Bataan vorgelagerte kleine Insel Corregidor am 6. Mai kapitulieren.

### Niederländisch-Ostindien

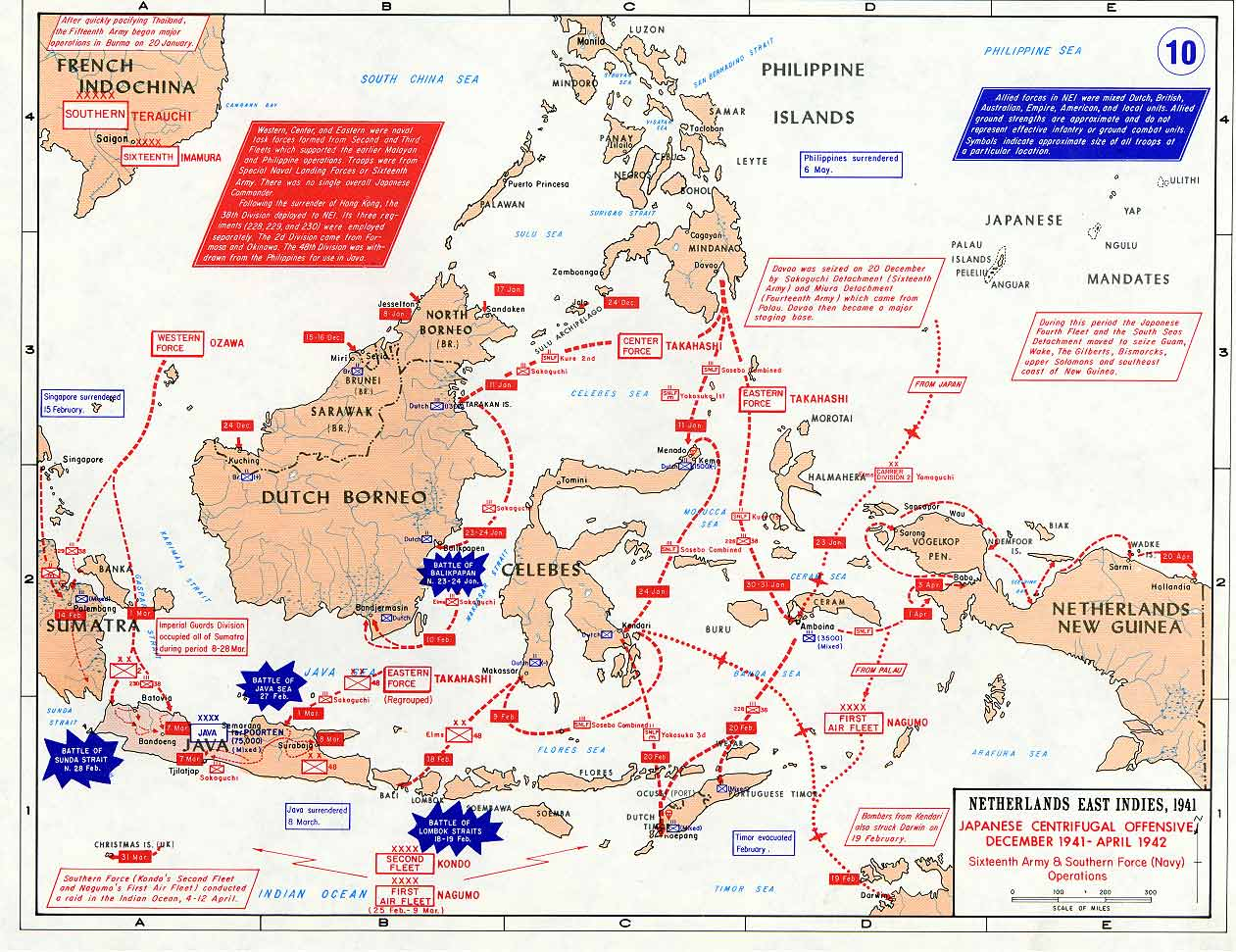
Die japanische Eroberung Niederländisch-Ostindiens

#### Die niederländische Verteidigung
Als die Kämpfe in den niederländischen Kolonien in Südostasien begannen, bestand die Königlich Niederländische Ostindien Legion (KNIL) in diesem Gebiet nur aus etwa 85.000 Soldaten, deren Hauptaufgabe es war, die Ordnung in den Kolonien aufrechtzuerhalten. Mittels schnellstens durchgeführter Rekrutierungen in den Kolonien stockte die KNIL ihre Stärke auf 121.000 Mann auf. Den Hauptanteil der Truppe machten einheimische Söldner aus, die sich in den militärischen Einheiten oder bei lokalen Polizeiposten verdingt hatten. Die niederländischen Soldaten und Offiziere machten nur einen kleinen Teil der Gesamttruppe aus, die zwar besser als das heimische Heer ausgerüstet war, aber nicht über eine so moderne Ausrüstung wie die Japaner verfügte.
Im Gegensatz zur Landarmee war die Königlich Niederländische Marine bei Kriegsausbruch in einem guten Verteidigungszustand. Sie verfügte über drei Leichte Kreuzer, sieben Zerstörer, fünfzehn Unterseeboote und eine große Zahl Minensucher und -leger, die sich mit den anderen Alliierten zur ABDA-Flotte zusammenschlossen. Auch die niederländische Marine-Luftwaffe verfügte über viele moderne Kampfflugzeuge, wie beispielsweise die deutsche Dornier Do 24 und die amerikanische Consolidated PBY Catalina, aber die Flugzeuge der Armee-Luftwaffe waren allesamt veraltet und stellten für die modernen schnellen japanischen Flugzeuge keinerlei Gefahr da.

#### Borneo(Niederländisch-Britisch)
Die Invasion der Insel Borneo durch die japanischen Streitkräfte fand vom 16. Dezember 1941 bis etwa Mitte März 1942 statt und führte zum Fall der kompletten kolonialen Besitzungen der Niederländer und Briten auf der Insel.
Generalmajor Kawaguchi Kiyotakes Einheiten gelang die Einnahme der strategisch wichtigen Flugfelder Singkawang II und Samarinda II, sowie die Besetzung der Ölförderanlagen in Miri, Seria und Lutong. Weitere Erdölvorkommen und Raffinerien auf Tarakan (siehe auch Schlacht um Tarakan), Balikpapan (siehe auch Schlacht um Balikpapan), Samarinda (siehe auch Schlacht um Samarinda) und der wichtige Ölhafen Banjarmasin (siehe auch Schlacht um Banjarmasin) fielen ebenfalls in japanische Hände.

#### Sumatra
Die Invasion Sumatras fand vom 14. Februar bis zum 28. März 1942 statt und führte zum Fall der kompletten kolonialen Besitzungen der Niederländer auf der Insel. Der Fall Sumatras war zeitlich vor der Invasion Javas geplant, um die starke Westflanke der Alliierten mit Zugriff auf Java auszuschalten.
Der japanische Invasionsplan war zweigeteilt und bestand aus der Operation „L“, die die Einnahme von Palembang im Süden der Insel, der umliegenden Ölfelder und des dort liegenden Flugfeldes P1 vorsah, sowie der Operation „T“, die ab dem 28. Februar die Invasion im Nordteil der Insel fortsetzte.
Sumatra fiel schließlich am 28. März, als sich die letzten KNIL-Einheiten bei Kutatjane in Nordsumatra ergaben.

#### Riau-Inseln (Kepulauan Riau)

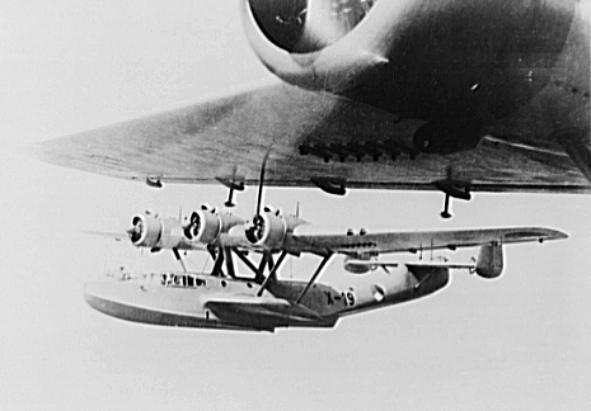
Do 24K-1 X-19 der Niederländer. Die Maschine war am 25. Dezember 1941 in ein Luftgefecht mit japanischen Kampfflugzeugen über den Anambas verwickelt.

In Tanjung Pinang auf der Insel Bintan war zur Verteidigung nur eine kleine KNIL-Garnison unter Major J. H. de Vries stationiert. Zudem standen in Tanjung Uban und auf Pulau Sambu je eine Landsturm-Infanterie-Kompanie. Sie traten alle beim Anrücken der Japaner den Rückzug nach Australien an.

#### Celebes
Anfang 1942 standen der KNIL auf Celebes, dem heutigen Sulawesi, im Norden bei Manado etwa 1.500 Mann zur Verfügung. Darunter befanden sich etwa 600 Einheimische. Die Einheiten waren nicht besonders trainiert und schlecht bewaffnet. Mit ihnen sollten die beiden Flugfelder nahe Manado bewacht und verteidigt werden. Im Raum Makassar befanden sich etwa 1.000 KNIL-Soldaten. Im Südwesten der Insel waren weitere 200 Mann stationiert. Die Einheiten standen alle unter dem Kommando von Colonel M. Vooren, dem bewusst war, dass er kaum eine Chance zur Küstenverteidigung hatte. Daher entschloss er sich zu einem Guerillakrieg im Landesinneren gegen die japanischen Streitkräfte. Zu diesem Zweck ließ er ein Nachschubdepot in Enrekang anlegen und dort durch Oberstleutnant Jan Gortmans 400 Einheimische zu Guerillakämpfern ausbilden. Zudem existierten etwa 80 Kilometer nordöstlich von Makassar einige befestigte Stellungen bei Tjamba. Gegen Ende Januar, während die Japaner bereits den Norden der Insel einnahmen, wurden alle europäischen Frauen und Kinder nach Java evakuiert und die KNIL-Familien zogen von Makassar in zwei Camps, Malino und Pakato, in den Bergen östlich der Stadt.

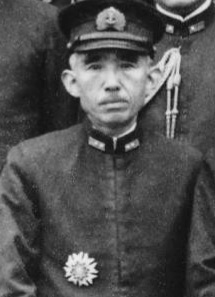
Vizeadmiral Ibō Takahashi, dem die Flotte zur Eroberung Niederländisch-Ostindiens unterstellt war

##### Nordcelebes (Kema und Manado)
Zur Durchführung der Landungen auf Celebes (Operation H) bestieg die 1. Sasebo-Speziallandungstruppe in Davao unter Captain Kunizo Mori sechs Transporter, die am 9. Januar den Hafen verließen und zusammen mit Minensuchern, U-Boot-Jägern, elf Zerstörern und dem Leichten Kreuzer Nagara als Flaggschiff, einen Konvoi in Richtung Celebes bildeten. Kommandant war Konteradmiral Kubo Kyūji. Nach einer Luftlandung auf dem Langoan-Flugfeld (Manado II) mittels 334 Fallschirmjägern, die vom Luftstützpunkt in Davao gestartet waren, landete die Invasionseinheit am 11. Januar an den Stränden der Minahassa-Halbinsel bei Kema, südwestlich von Bitung, um 3:00 Uhr und bei Manado um 4:00 Uhr. Am Folgetag landeten weitere 185 Fallschirmjäger zur Verstärkung auf dem Flugfeld.

##### Südcelebes (Kendari und Makassar)
Die 1. Sasebo-Speziallandungstruppe bestieg am 21. Januar in Bangka, nahe Manado, sechs Transporter und lief mit einem Kreuzer, mehreren Zerstörern, Minenlegern und -suchern sowie einem Frachter nach Kendari, wo sie ohne auf bedeutenden Widerstand zu stoßen, am 24. Januar an Land gingen. Allerdings kam es am selben Tag zu einem Zwischenfall auf See, als der Transporter Myoken Maru vom US-U-Boot Swordfish versenkt wurde und amerikanische Bomber den Zerstörer Hatsuharu beschädigten.

#### Ambon
Der Hafen von Ambon war Ende 1941 mit 19 Küstenbatterien recht gut bewehrt und es existierte bei Laha ein befestigter Flughafen, auf dem einige Hudson-Bomber stationiert waren. Weiterhin gab es eine kleine Flugbootstation. Allerdings meldeten verantwortliche Offiziere bereits vor Beginn des Pazifikkriegs ihre Zweifel an, eine mögliche japanische Einnahme der Insel verhindern zu können, da sie ihre Einheiten völlig unterbewaffnet sahen.
Zur besseren Verteidigung der Molukken-Inseln erhielt Brigadier Edward F. Lind zu Kriegsbeginn den Befehl, Einheiten nach Timor und Ambon in Marsch zu setzen und so landete am 17. Dezember 1941 die australische Gull-Force mit 1.170 Soldaten unter Oberstleutnant Leonard N. Roach auf Ambon, um die dort stationierten 2.800 KNIL-Soldaten unter Lieutenant-Colonel Joseph R. L. Kapitz zu unterstützen. Roach wurde nicht zuletzt wegen seiner Kritik an der schwachen Verteidigung schon am 16. Januar 1942 durch Major John R. Scott ersetzt. Die australischen Einheiten litten zu diesem Zeitpunkt auf Grund der schlechten Versorgungs- und Hygienelage schon unter Ruhr und teilweise Malaria.
Der erste Luftangriff durch japanische Flieger fand am 6. Januar statt, als sieben Flugboote Ziele auf der Insel angriffen. Weitere Angriffe folgten am 15. und 16. des Monats, bei denen einige Hudson-Bomber zerstört und die Flugbootbasis unbrauchbar wurde. Japanische Flugzeuge des Trägerverbandes unter Konteradmiral Yamaguchi Tamon, mit den Trägern Hiryū und Sōryū, die zur Deckung der Landungen auf Celebes in der Bandasee operierten, griffen am 24. und 25. Januar den Stützpunkt der Alliierten auf Ambon mit 35 Kampfflugzeugen an. Die Angriffe wurden mit kleineren Wellen an den Folgetagen wiederholt. Ende Januar wurden die verbliebenen Hudson-Bomber ausgeflogen, so dass Ambon ohne Luftverteidigung war. Einen Tag später, kurz vor dem Morgengrauen des 29. Januar, meldeten Posten die Sichtung von fünf anlaufenden Kriegsschiffen und siebzehn Transportern sowie einigen nicht identifizierbaren Schiffen. Umgehend begannen die Verteidiger auf der Insel mit der Zerstörung der wichtigsten Ölvorratslagern, Bombenlagern und Flugzeughangars.
Die japanische Planung sah eine Invasion der Insel erst für den 6. Februar 1942 vor, doch durch die schnellen und erfolgreichen Eroberungen lagen sie vor ihrem eigentlichen Plan und zogen die Einnahme von Ambon vor. So landeten sie am Morgen des 29. Januar bei Hitu-Iama und auf der Halbinsel Laitimor. Da sich nur kleinere Truppenteile der KNIL bei Hitu-Iama befanden, konnten die Japaner dort ohne große Probleme an Land gehen, die Verteidiger überrennen und über unzerstörte Brücken weiter in das Landesinnere nach Paso vorrücken. In kurzer Zeit verloren die niederländischen Einheiten den Kontakt zu den Australiern und, da sie keine Funkgeräte besaßen, auch untereinander. Damit verloren sie auch den Überblick über die Gesamtsituation auf Ambon.
Auf der Laitimor-Halbinsel begannen Kämpfe mit den Australiern, deren heftige Gegenwehr bis zum 2. Februar andauerte. Doch sie wurden immer weiter zur Küste abgedrängt und hatten sich am Morgen des 3. Februar dermaßen verausgabt, dass über eine Kapitulation diskutiert wurde. Nachdem alle Waffen unbrauchbar gemacht worden waren, ergaben sich die Australier den Japanern. Etwa 800 Australier kamen in japanische Kriegsgefangenschaft.
Die japanische Hauptlandung unter Generalmajor Itō Takeo fand bei Hutumor statt. Von dort drangen die Japaner auf Fahrrädern und Pferden schnell bis Laha vor.
Der Kampf um Laha begann am späten Nachmittag des 31. Januar. Die dort verbliebenen Verteidiger hatten dem starken Maschinengewehr- und Artilleriefeuer kaum etwas entgegenzusetzen und als am 2. Februar Sturzkampfbomber und die Schiffsartillerie zusätzlich in die Schlacht eingriffen und den Japanern die Einnahme des Flugplatzes gelang, waren die Verteidiger geschlagen und ergaben sich. Die rund 300 überlebenden KNIL-Soldaten wurden zusammen mit den australischen Gefangenen in ein Lager bei Tan Tui, nördlich von Ambon-Stadt, verbracht. Dort begingen die Japaner an ihnen das Massaker von Laha.

#### Timor
Eine australische Armeeeinheit mit 1.400 Mann, die Sparrow Force, erreichte am 12. Dezember 1941 Kupang, die Hauptstadt des niederländischen Westteils der Insel. Die Einheit wurde von Lieutenant Colonel William Leggatt kommandiert. Zu der Sparrow Force kamen noch 650 Mann der Königlichen Niederländisch-Indienlegion (Koninklijk Nederlandsch-Indisch Leger KNIL) unter Lt. Col. Nico van Straten inklusive des Timor und Dependenzen Garnisonsbataillon, einer Kompanie des VIII. Infanteriebataillon, einer Reserveinfanteriekompanie, einem Maschinengewehrzug des XIII. Infanteriebataillons und einer Artilleriebatterie. Die Landstreitkräfte wurden durch 12 leichte Bomber vom Typ Lockheed Hudson des No. 2 Squadron der Royal Australian Air Force (RAAF) und einem 189 Mann starken Kontingent der britischen 79th Light Anti-Aircraft Battery der Royal Artillery ergänzt. Die alliierten Truppen waren um das strategisch wichtige Flugfeld von Penfui stationiert. Einige Einheiten waren auch in Klapalima, Usapa Besar, Babau stationiert. Die Versorgungsbasis der Sparrow Force lag weiter östlich in Champlong.

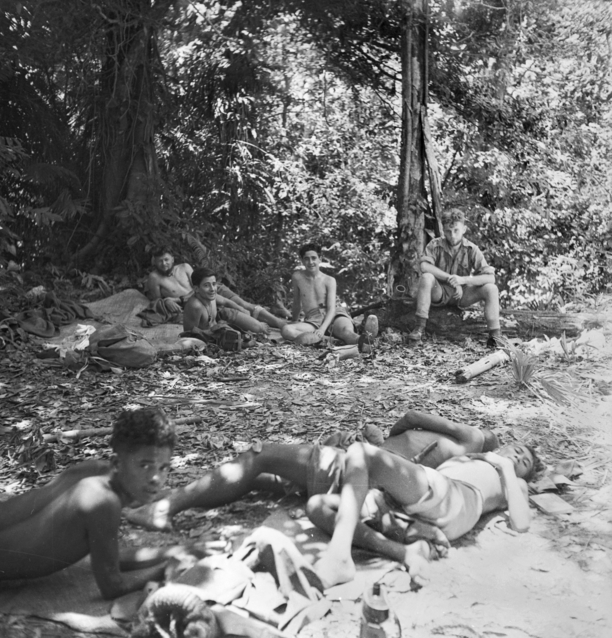
Australische Commando-Kämpfer in einem Lager im Dschungel von Timor

Am 26. Januar kam es zu ersten Angriffen durch japanische Flugzeuge auf die alliierten Truppen in Westtimor. In der Nacht vom 19. zum 20. Februar begann das 228. Infanterieregiment der Kaiserlich Japanischen Armee mit der Landung auf Timor. Die Australier zogen sich mit Verlusten nach Süden in die Berge zurück und etwa 200 niederländische Soldaten zogen unter van Straten nach Südwesten in Richtung Grenze.
In derselben Nacht gerieten die alliierten Truppen in Westtimor unter schwere Luftangriffe, die die RAAF zum Rückzug nach Australien zwang. Dem Bombardement folgte die Landung der Hauptmacht des 228. Regimentes im nicht verteidigten Südwesten der Insel am Pahafluss.
Ende Februar kontrollierte Japan den Großteil Westtimors und das Gebiet um Dili im Nordosten. Die Australier begannen nun einen Guerillakrieg aus den Bergen mit den Japanern zu führen, welcher bis in den Dezember 1942 andauerte. Zu diesem Zeitpunkt hatten die Japaner bereits 12.000 Soldaten auf Timor stationiert. Die letzten Alliierten verließen Timor im Februar 1943.

#### Bali
Die Insel Bali, östlich vom eigentlichen Hauptziel Java gelegen, war kein primärer Bestandteil der japanischen Invasionsbemühungen, bis durch starken Monsunregen die Flugfelder im Süden Borneos bei Banjarmasin ausfielen. Kurzfristig entschloss sich die japanische Führung zur Einnahme von Bali, da von dort aus der strategisch wichtige Marinehafen der Niederländer in Surabaja mit Kampfflugzeugen gut erreicht werden konnte. So lief in der Nacht vom 17. auf den 18. Februar 1942 eine für Bali bestimmte japanische Invasionsflotte unter dem Kommando von Konteradmiral Kubo Kyūji von Makassar aus.
Auf Bali waren keine regulären Einheiten der KNIL stationiert. Nur ein einheimisches Hilfskorps, das Korps Prajoda, aufgestellt 1938 mit etwa 600 Soldaten und einigen niederländischen Offizieren unter dem Kommando von Oberstleutnant W. P. Roodenburg stand zur Verteidigung der Insel bereit. Ihre wichtigste Aufgabe bestand darin, das Flugfeld bei Denpasar bei Ankunft der Japaner zu halten und wenn dies unmöglich würde, es auch zu zerstören. Kampfflugzeuge standen den Niederländern allerdings zu diesem Zeitpunkt keine zur Verfügung.
In der Nacht des 19. Februar gingen die zwei Transporter Sagami Maru und Sasako Maru bei Senoer vor Anker. Etwas weiter auf See lagen die vier Zerstörer Arashio, Asashio, Ōshio und Michishio der 8. Zerstörer-Division zur Konvoi-Deckung und der Leichte Kreuzer Nagara mit weiteren drei Zerstörern, Hatsushimo, Nenohi und Wakaba als Abfangflotte. Kurz darauf gingen japanische Soldaten in die Landungsboote und landeten an den Stränden. Hierbei handelte es sich um das fast komplette 3. Infanteriebataillon (eine Kompanie fehlte) der 48. Japanischen Infanteriedivision unter dem Oberbefehl von Major Kanemura Matabei. Dieses konnte im Schutze der Dunkelheit schnell bis Denpasar vordringen und das Flugfeld gegen 10:30 Uhr am Morgen unzerstört einnehmen. Die niederländischen Pioniere missdeuteten den Befehl Roodenburgs, die Zerstörungsaktion nicht zu verschieben, als Aufschiebung und hatten die Sprengungen nicht ausgelöst. Schon am nächsten Tag landeten die ersten japanischen Kampfflugzeuge der Tainan Air Group auf dem Flugfeld.
Nach der erfolgten Landung traf die ablaufende japanische Flotte auf die eintreffenden Einheiten der ABDA-Flotte und die Seeschlacht in der Straße von Badung entbrannte. Sie verlief für die japanische Marine erfolgreich.

#### Java

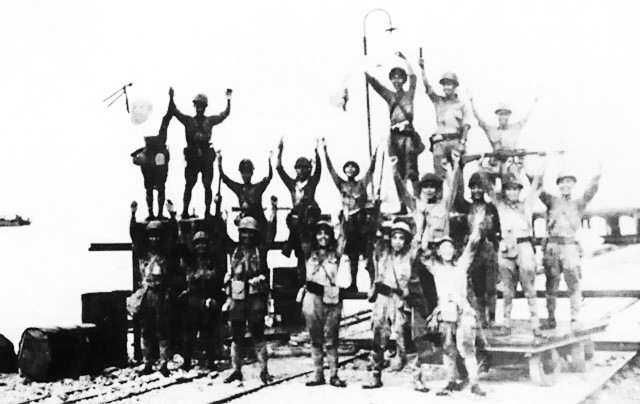
Die Japaner feiern ihre Landung bei Merak, Westjava

Nach der Schlacht in der Javasee, die für die alliierte ABDA-Flotte mit einem Desaster endete, begannen die Japaner die Landungen auf Java am 1. März 1942 im Osten und Westen der Insel. Ihnen standen auf der Insel etwa 25.000 Soldaten der KNIL, ca. 6.000 Soldaten der britischen Armee und eine geringe Anzahl australischer und amerikanischer Einheiten gegenüber. Nach teilweise schweren Kämpfen fielen die Städte Tjilatjap und Bandung am 7. März an die Japaner. Die Niederländer kapitulierten daraufhin am Folgetag und die anderen beteiligten Nationen am 9. März. Java war endgültig ab dem 28. März vollständig von den Japanern besetzt.
Mit dem Fall Javas verloren die Niederländer ihre kolonialen Besitzungen in Südostasien. Die Japaner hatten nun nicht nur die sogenannte malaiische Barriere durchbrochen, sondern auch den Zugang zum Indischen Ozean und nach Australien geöffnet. Auch die reichen Bodenschätze, allen voran die Erdöl- und Kautschukvorkommen, konnten nun für die militärische Produktion ausgebeutet werden.

#### Kleine Sundainseln
Nachdem Bali und Java, der Hauptsitz der niederländischen Kolonialmacht in Niederländisch-Ostindien, am 10. März an das Japanische Kaiserreich gefallen waren, sollten die letzten KNIL-Einheiten in den übrigen Kleinen Sundainseln ebenfalls neutralisiert werden. Dazu lief am 8. Mai 1942 eine Invasionsflotte unter dem Kommando von Konteradmiral Hara Kenzaburo aus Surabaya mit Kurs auf Lombok aus. Die unter dem Decknamen Operation S bis zum 25. Mai durchgeführten Landungen auf Lombok, Sumbawa, Sumba und Flores trafen auf keinen nennenswerten Widerstand.

#### Operationen in der Bandasee und Invasion der Molukken
Das japanische Oberkommando startete die Operation T am 29. Juli 1942 unter dem Befehl von Konteradmiral Hatakeyama Koichiro. Die auslaufende Flotte teilte sich in drei Angriffseinheiten auf, um die Ziele auf den Molukken anzulaufen. Die erste Flotte lief von Babo auf Neuguinea nach Aru, die zweite Flotte von Misool zu den Kei-Inseln und die dritte Flotte von Ambon nach Babar und Tanimbar.
- Ceram, wurde schon im Vorfeld der „Operation T“ am 31. März 1942 besetzt – Die Landung erfolgte am Strand von Boela – Die KNIL-Verteidiger (100 Mann) zerstörten die Ölfelder und verließen Ceram schon Ende Januar.
- Kei, 30. Juli 1942 – Toeal – Eine kleine KNIL-Truppe (Operation Plover) wurde im Juli auf Kai stationiert, um einheimische Aufstände nieder zu halten. Kommandant der 27 Mann umfassenden Einheit war Leutnant F. Hieronymus. Eine erste japanische Landungswelle konnte zurückgeschlagen werden. Nachdem japanische Verstärkung eintraf wurde Kai durch die Landungstruppen überrannt.
- Aru, 30. Juli 1942 – Die KNIL-Truppe, die im Juli im Rahmen der Operation Plover auf Aru in Dodo stationiert wurde, umfasste 41 Mann. Sie leisteten den Japanern keinen Widerstand.
- Tanimbar, 30. Juli 1942 – Landung in der Bucht von Saumlaki – Die KNIL-Truppe (Operation Plover) war im Juli auf Tanimbar stationiert worden. Ihre Stärke betrug 13 Mann unter Sergeant Julius Tahija. Die erste japanische Landung konnte durch die KNIL, die nur mit zwei leichten Maschinengewehren ausgerüstet war, abgewehrt werden. Ein Entsatz durch australische Einheiten scheiterte am 31. Juli (Plover Force – 30 Mann) durch deren Beschuss von See aus. Kurz darauf beschossen die japanischen Schiffe auch die KNIL-Einheit, die sich daraufhin auf ein Segelschiff begab und sich in Richtung Australien absetzte.
- Babar, 30. Juli 1942 – keine KNIL Einheiten auf der Insel.
- Banda, 23. Februar 1942 – Bombardierung durch die Japaner und Evakuierung der niederländischen Verwaltung, 8. Mai 1942 – Landung der Japaner

#### Neuguinea(Niederländisch-Australisch)

##### Australisch-Neuguinea
Die 4. Flotte unter Vizeadmiral Inoue Shigeyoshi lief von Rabaul aus nach Neuguinea, um am 5. März ein Bataillon der Südsee-Truppen bei Salamaua anzulanden. Eine Landungstruppe der Marine ging am 8. März bei Lae im Huongolf an Land, eine weitere am 10. März bei Finschhafen (siehe auch Operation SR).
Die Deckung übernahm das 6. Kreuzer-Geschwader mit den Kreuzern Aoba, Furutaka, Kako und Kinugasa sowie das 18. Kreuzer-Geschwader mit den Leichten Kreuzern Tenryū und Tatsuta. Die Tenryū erkundete am 8. März zusätzlich die Lage bei Buka, nördlich von Bougainville. Die direkte Sicherung und Versorgung der Landungstruppen übernahm die 6. Zerstörerflottille mit dem Kreuzer Yūbari und den Zerstörern Asanagi, Mochizuki, Mutsuki, Oite, Yayoi und Yūnagi sowie die 24. Marineflieger-Gruppe mit dem Behelfs-Seeflugzeugtender Kiyokawa Maru.
Ein amerikanischer Konvoi mit der Kennung ZK.7 transportierte vom 7. bis zum 10. März die Americal Division von Melbourne nach Noumea. Er wurde durch die Kreuzer Honolulu und New Orleans sowie den Zerstörer Mugford gesichert.
Die Task Force 11 unter Vizeadmiral Wilson Brown mit dem Flugzeugträger Lexington und den Kreuzern Indianapolis, Minneapolis, Pensacola und San Francisco sowie den Zerstörern Aylwin, Bagley, Clark, Dale, Dewey, Drayton, Hull, MacDonough, Patterson und Phelps bildete ab dem 6. März zusammen mit der Task Force 17 unter Konteradmiral Fletcher mit dem Träger Yorktown und den Zerstörern Russell und Walke eine Angriffsgruppe, um aus den südlichen Gewässern Neuguineas die Landungsstrände der Japaner anzugreifen.
Beide Flugzeugträger starteten am 10. März insgesamt 104 Maschinen, die nach ihrem Flug über das Owen-Stanley-Gebirge die japanischen Landungsräume angriffen. Dabei versenkten sie den Hilfskreuzer Kongo Maru und den Transporter Yokohama Maru. Der Kreuzer Yubari, die Zerstörer Asanagi und Yunagi, der Minenleger Tsugaru, sowie zwei weitere Hilfsschiffe und ein Transporter wurden bei den Angriffen beschädigt. Der Transporter Tenyu Maru wurde nach schweren Treffern von den Japanern auf Grund gesetzt und aufgegeben.
Ein australisch-neuseeländischer Verband (ANZAC) unterstützt von US-Schiffen operierte unter Konteradmiral John Gregory Crace mit den Kreuzern Australia, Chicago und den Zerstörern Lamson und Perkins mit den von der Task Force 17 abgeordneten Kreuzern Astoria und Louisville und Zerstörern Anderson, Hammann, Hughes und Sims südöstlich von Neuguinea.
Der australische Hilfskreuzer Westralia transportierte zwischen dem 16. und 18. März ein Bataillon der Americal-Division von Noumea nach Éfaté in den Neuen Hebriden. Als Geleit dienen die neuseeländischen Kreuzer Achilles und Leander.
Mit der Operation MO versuchte die japanische Führung ab dem 3. Mai 1942 den Vorstoß auf Port Moresby. Die Einnahme der Stadt, geplant durch Admiral Yamamoto Isoroku, musste aber in der Folge der Schlacht im Korallenmeer abgebrochen werden. In der Folge wird beschlossen Port Moresby über Land zu erobern.
Am 21. Juli landeten japanische Einheiten im Rahmen der Operation RI bei Buna und Gona im Nordosten Neuguineas. Von dort aus starteten sie die Kokoda-Track-Kampagne um über das Owen-Stanley-Gebirge bis nach Port Moresby vorzudringen was aber Mitte November gegen starke australische Verteidigung aufgegeben werden musste.

##### Niederländisch-Neuguinea
Laut der Marine-Direktive 62 des japanischen Hauptquartiers vom 5. März 1942 wurden die Truppen nach der erfolgten Einnahme von Java nach Neuguinea beordert, um die dortigen verbliebenen KNIL-Einheiten aufzureiben. Es sollten strategisch wichtige Orte erobert werden, die hinsichtlich möglicher feindlicher Luftbasen, Anlegepunkte und Standorte von Ölfeldern vorher ausgesucht worden waren. Zudem war es wichtig eine gute Kommunikations- und Versorgungslinie mit dem australisch verwalteten Teil der Insel herzustellen. Die vorgesehenen Landungsorte waren Babo, Fakfak, Hollandia, Manokwari, Moemi, Nabire, Sarmi, Serui und Sorong. Die Hauptmacht sollte im Raum bei Fakfak und Manokwari an Land gehen. Als vorgelagerter Stützpunkt war Boela auf Ceram ausgesucht worden, da dort zusätzlich ein Ölfeld eingenommen werden konnte. Konteradmiral Fujita Ruitarō begann ab dem 15. März die Invasionsflotte auf Ambon zusammenzustellen, die am 31. März Ceram erreichte.
- Fakfak: Die kleine KNIL-Garnison ergab sich kampflos am 1. April den Japanern.
- Babo: Die ca. 200 Mann der KNIL waren mit dem Bau einer zweiten Startbahn auf dem Flugfeld beschäftigt. Dort waren drei Hudson Bomber stationiert, die als Jagdmaschinen gegen japanische Luftangriffe eingesetzt werden sollten. Nach der japanischen Landung am 1. April versuchten die Niederländer, nach Australien zu flüchten.
- Sorong: Stationierungsort der niederländischen Marine-Luftfahrtgruppe GVT-2 mit drei Dornier Do-24K (X-11, X-12, X-25) unter Lieutenant W. J. Reynierse. Die japanische Landung erfolgte am 4. April. Die Niederländer kapitulierten nach kurzem Schusswechsel.
- Manokwari: Hier hatte die KNIL ca. 125 Mann unter Captain J. B. H. Willemsz Geeroms stationiert. Die japanischen Landungseinheiten gingen am 12. April in der Bucht von Dore an Land. Der KNIL-Widerstand war schnell gebrochen. Die KNIL-Truppen (noch 60 Mann und 17 Einheimische) zogen sich in den Dschungel zurück, wo sie vorsorglich Vorratslager angelegt hatten und führten einen Guerillakampf, bis die Japaner am 18. April 1944 das letzte Lager mit noch 35 verbliebenen KNIL-Soldaten überrannten. Nur wenige konnten entkommen. Captain Geeroms fiel in die Hände der Japaner. Sergeant Mauretz Christiaan Kokkelink übernahm das Kommando. Unter ihm gelang im Oktober desselben Jahres eine Kontaktaufnahme mit alliierten Truppen bei Sansapor, die die verbliebenen 17 Soldaten und einen Einheimischen nach Australien evakuierten.
- Moemi: KNIL-Einheiten waren hier nicht stationiert. Die vor dem Krieg von Japanern betriebenen Plantagen waren das Ziel der Landungstruppen am 15. April.
- Serui: Der Ort auf der Insel Yapen wurde kampflos am 16. April von den Japanern eingenommen. Die Insel Biak nahm die 36. Infanteriedivision am 25. April ein, um dort ein Flugfeld anzulegen.
- Nabire: Ein kleiner KNIL-Außenposten, der am 17. April von den Japanern überrannt wurde. Die wenigen dort stationierten KNIL-Soldaten konnten so gut wie keinen Widerstand leisten und die ehemals unter japanischer Konzession stehenden Forstwirtschaftsbetriebe wurden besetzt.
- Sarmi: Nach kurzen Scharmützeln mit den dortigen KNIL-Einheiten besetzten die Japaner am 19. April die Stadt und stationierten dort 68 Soldaten.
- Hollandia: Am 19. April nahmen die Japaner die Stadt nach kurzem Kampf mit der KNIL ein und stationierten dort einige Soldaten.

Am 21. April vereinigten sich die Hauptkräfte der japanischen Landungseinheiten wieder in Manokwari. Nachdem die KNIL faktisch keinerlei Widerstand mehr leisten konnte und die Japaner nach eigenen Angaben keine Opfer zu beklagen hatten, setzten sie die Landungseinheiten wieder nach Ambon über.

### Neubritannien
Der Naturhafen der Stadt Rabaul im Nordosten Neubritanniens war von den Japanern als Basis für ihre weiteren Operationen in Richtung Neuguinea, dort speziell Port Moresby, der Salomonen und Australien auserkoren worden. Zusätzlich musste Rabaul vor einem weiteren alliierten Ausbau geschützt werden, da der wichtige strategische Stützpunkt Truk in der Reichweite alliierter Bomber lag, die von Rabaul starten könnten. Daher sollte Rabaul ursprünglich schon zu Beginn der Kampfhandlungen in Südostasien erobert werden.
Gasmata im Süden der Insel wurde von den Japanern am 9. Februar eingenommen. Das dort von einem australischen Plantagenbesitzer angelegte Flugfeld wurde von ihnen ausgebaut und mit neun leichten Flugabwehrkanonen ausgestattet. Die Japaner benannten das Flugfeld „Surmi“. Es diente vor allem während der Schlacht in der Bismarcksee als wichtiger Stützpunkt.

#### Rabaul

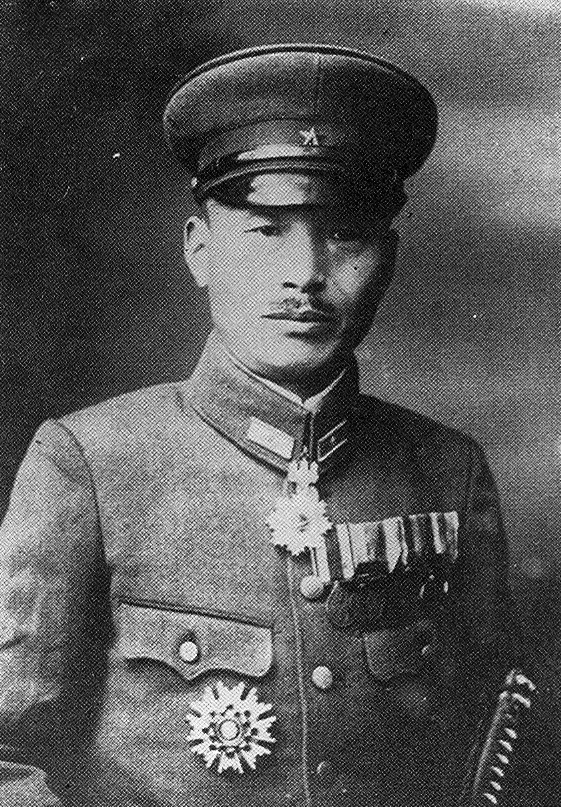
Generalmajor Horii Tomitarō, Oberbefehlshaber der Landungstruppen in Rabaul

Rabaul war nur von einer kleinen australischen Einheit, der „Lark Force“ unter dem Kommando von Oberst John Scanlan, mit rund 1.400 Soldaten besetzt. Dazu kamen die Besatzungen und Wartungseinheiten der dort stationierten zehn Wirraway Kampfflugzeuge der Royal Australian Air Force. Zur Verteidigung standen zwei auf See ausgerichtete Kanonen sowie drei Flugabwehrkanonen zur Verfügung. Trotz dieser sehr geringen Verteidigungsstärke von Rabaul zogen die Japaner eine gewaltige Streitmacht zusammen. Als Sicherung der „Operation R“ boten sie vier Flugzeugträger, zwei Schlachtschiffe sowie einen Kreuzer und acht Zerstörer auf. Die Landungen wurden am Abend des 22. Januar durchgeführt und Rabaul war am nächsten Tag in der Hand der Japaner.
Für die Japaner war Rabaul in der Folge der wichtigste Außenposten in Südostasien. Sie setzten schnellstmöglich die Flugfelder wieder in Stand und bauten die Stadt zur Festung mit einer gigantischen, teils unterirdisch angelegten Nachschubbasis aus, die zeitweise mit bis zu 200.000 Soldaten besetzt war.

### Neuirland
Am selben Tag, dem 23. Januar 1942, als die japanische Marine Rabaul auf Neubritannien einnahm, landeten japanische Einheiten auch nördlich von Kavieng auf Neuirland. Die kleine australische Garnison, bestehend aus 250 Soldaten unter dem Kommando von Major J. Edmonds-Wilson, konnte keinen nennenswerten Widerstand leisten. Zudem befanden sich auch einige von ihnen auf Außenposten, die bis nach Tulagi auf den Salomonen verteilt waren.
Alle europäischen Frauen und Kinder waren schon vor Weihnachten 1941 nach Australien ausgeflogen worden. Die ersten Angriffe durch 60 japanische Kampfflugzeuge und Bomber, die von vier Flugzeugträgern der von Hawaii zurückkehrenden Kidō Butai gestartet worden waren, erfolgten am 21. Januar gegen Kavieng. Sie trafen vor allem den Hafen und den kürzlich erbauten Flughafen. Kurz nach den Angriffen wurde der Entschluss zur Evakuierung der Stadt gefasst und sofort in die Tat umgesetzt.
Die Japaner nahmen Kavieng noch am gleichen Tag der Landung ein. Der Flughafen, der von einer kleinen Gruppe Soldaten verteidigt wurde, war am frühen Morgen des 24. Januar in japanischer Hand. Innerhalb einer Woche setzten die Japaner die durch Bombeneinschläge beschädigte Landebahn wieder in Stand und nutzten das Flugfeld im weiteren Kriegsverlauf zu Attacken auf die Salomonen.

### Manus
Manus wurde im November 1941 von einem Platoon der First Independent Company der Australian Imperial Force besetzt. Sie bezogen Quartier in Lorengau, wo sie begannen das dort gelegene kleine Flugfeld auszubauen. Dazu heuerten sie Hunderte der einheimischen Bevölkerung an. Nach einigen Wochen war das Flugfeld fertiggestellt, aber es landeten dort keine alliierten Kampfflugzeuge während der mittlerweile im ostasiatischen Raum ausgebrochenen Kriegshandlungen. Der erste und einzige japanische Luftangriff wurde am 25. Januar 1942 von drei einmotorigen Flugbooten ausgeführt, die in Baumhöhe angriffen. Das Hauptziel war der Antennenmast der kleinen am Flugfeld gelegenen Funkstation.
Am 8. April liefen der japanische Leichte Kreuzer Tatsuta, der Zerstörer Mutsuki und der Truppentransporter Mishima Maru im Hafen von Lorengau ein. Japanische Truppen besetzten innerhalb kürzester Zeit die Stadt, ohne auf Gegenwehr zu stoßen. Die Australier hatten sich mit wenigen Ausrüstungs- und Nahrungsmitteln in den nahen Dschungel zurückgezogen, um auf versprochene Evakuierungsschiffe zu warten. Diese trafen jedoch nie ein.
Nach einigen Wochen hatten sich die Australier bis in den Süden der Insel durchgekämpft. Dort lagen eine Barkasse und eine Ketsch versteckt vor Anker, mit denen ihnen die Flucht nach Bogadjim (Stephansort) in der Astrolabe Bucht, südlich von Madang gelang. Am 16. Mai erreichten sie das Mount Hagen Camp, wo sie auf weitere Flüchtlinge aus Manus trafen. Von dort wurden sie vom Flugfeld Wau ausgeflogen.

### Weihnachtsinsel
Die britische Garnison auf der Weihnachtsinsel bestand nur aus einer Handvoll indischer Soldaten; zusammen mit der örtlichen Polizei waren ca. 100 Mann verfügbar. An schweren Waffen war lediglich ein veraltetes 15-cm-Geschütz vorhanden. Nachdem am 7. März ein japanischer Kampfverband die Insel beschossen hatte, wurde beschlossen, dass die Verteidigung der Insel bei einem Angriff aussichtslos sei und daher kein Widerstand geleistet werden sollte. Die Soldaten gingen daraufhin geschlossen in Kriegsgefangenschaft.
Nach der Begutachtung der Insel wurde diese von den Japanern als ungeeignet zur Errichtung eines größeren Aufklärungsstützpunktes befunden und bis auf eine kleine Garnison geräumt.

### Nauru und Ocean Island
Gegen Ende Februar 1942 wurde die seit 1941 auf Nauru stationierte australische Feldartillerie-Abteilung vom frei-französischen Zerstörer Le Triomphant evakuiert. Dieser fuhr anschließend nach Ocean Island um auch dort Flüchtende aufzunehmen. Danach nahm das Phosphatschiff Trienza sie auf und transportierte sie nach Brisbane.
Ein Versuch die Inseln im Mai des Jahres im Zuge der Operation RY zu besetzen schlug zunächst fehl. Erst im August setzte sich erneut eine Flotte in Richtung Nauru in Marsch. 500 japanische Soldaten besetzten am 26. August 1942 Nauru und am nächsten Tag setzten 300 Soldaten nach Ocean Island über, um die Insel einzunehmen.

## Kriegsgefangene
Während der Feldzüge auf den Inseln Südostasiens fielen den japanischen Streitkräften eine hohe Zahl an alliierten Soldaten in die Hände. Diese wurden in vielen Fällen zunächst in deren jeweilige Quartiere verbracht und diese oftmals zu primitiven Gefangenencamps umfunktioniert. Teilweise errichteten die Japaner auch eigene große Camps, um Gefangene aus verschiedenen Lagern zusammenzuführen. Die Konditionen in den Camps waren zu Beginn meist relativ gut, verschlechterten sich im Verlauf der Zeit aber zusehends. Vor allem ließen die hygienischen Zustände und die Ernährung zu wünschen übrig, so dass sich Krankheiten wie Ruhr und Malaria schnell verbreiteten. Auch die Drangsalierungen der meist aus Korea rekrutierten Bewacher trugen erheblich dazu bei.

### Borneo
Todesmärsche von Sandakan: Im nördlichen Teil Borneos befand sich seit Mitte 1942 das Kriegsgefangenenlager Sandakan, in dem rund 2.700 alliierte Gefangene, meist Australier und Briten, zusammen mit einer großen Zahl an Einheimischen am Ausbau eines Flugfeldes für die japanischen Besatzer arbeiteten. Die Lebensbedingungen im Camp verschlechterten sich während des weiteren Kriegsverlaufs und Anfang 1945 beschlossen die Japaner, 455 der gesündesten Gefangenen nach Jesselton zu verlegen. Infolge der zunehmenden alliierten Luftangriffe endete der Marsch dann aber in Ranau. Ende Mai und Mitte Juni des Jahres wurden weitere Gefangene nach Ranau verlegt. Von den in Sandakan verbliebenen Gefangenen verstarben bis Kriegsende 1.400 sowie 3.600 Einheimische. Auf den Märschen und anschließend im Lager von Ranau verstarben alle Gefangenen. Nur sechs Australier, denen die Flucht gelungen war, überlebten mit Hilfe der einheimischen Bevölkerung.

### Sumatra
Die Niederländer hatten ihre Pläne zum Bau einer Eisenbahnlinie zwischen Pakan-Baroe und Moecura zum Transport von Öl und Kohle vor Kriegsausbruch aufgegeben. Der Weg durch unwegsamen Regenwald und Sümpfe sowie der Bau von Brücken über Flüsse, die während der Monsunzeit zu reißenden Gewässern wurden, erschien ihnen zu schwierig und gefährlich. Ab Mai 1943 führten die Japaner die alten Pläne zuerst mittels 120.000 Sklaven (Romushas) aus Java und Einheimischen, dann ab Mai 1944 auch durch mehr als 5.000 Kriegsgefangene aus. Sie setzten sich aus niederländischen (ca. 4.000), britischen (fast 1.000), amerikanischen, australischen und neuseeländischen Soldaten zusammen. Bewacht wurden die Arbeiter durch koreanische Aufseher. Die Fertigstellung der Bahnlinie gelang am 15. August 1945, dem Tag der japanischen Kapitulation. Die Kunde von der Kapitulation drang aber erst am 31. August bis in den Regenwald von Sumatra durch. Das letzte Camp wurde am 25. November geräumt. Es verstarben während der Arbeiten ca. 2.500 Briten und Niederländer sowie rund 80.000 Einheimische.

## Folgen
Diktatorische Herrschaft der Japaner – in Indonesien wird Sukarno politisch geduldet, da er sich zur Zusammenarbeit mit den Japanern bekannt hat. Es begann eine Plünderung der Bodenschätze, vor allem Öl. Dazu wurden vor allem einheimische Zwangsarbeiter eingesetzt. Ab September 1943 wurden einheimische Milizen auf Sumatra, Java und Bali aufgebaut und am 3. Oktober die PETA (indonesisch: Pembela Tanah Air – Verteidiger des Heimatlandes) gegründet. Ab Oktober 1944 führten die Japaner eine eingeschränkte Selbstverwaltung ein und nach Vorgesprächen in den ersten Monaten des Jahres 1945 wurde im Juli angekündigt, in Kürze Indonesien den Indonesiern zu übergeben. Durch die japanische Kapitulation kam Indonesien nach Beschluss der Potsdamer Konferenz aber unter die Verwaltung der Briten (SEAC – South East Asia Command), ebenso wie der südliche Teil Indochinas, Thailand und Malaysia. Die Australier verwalteten den Osten Indonesiens und Kalimantan. In der Folge begannen die Indonesier ihren Kampf für die eigene Unabhängigkeit.